# Voetbalkampioenschap van Harburg-Lüneburg 1911/12
In 1911/12 werd het zevende voetbalkampioenschap van Harburg-Lüneburg gespeeld, dat georganiseerd werd door de Noord-Duitse voetbalbond. Normannia Harburg werd kampioen. Hoewel de competitie onderdeel was van de Noord-Duitse voetbalbond werd de club niet geselecteerd voor de Noord-Duitse eindronde. 
De precieze eindstand is tot op heden niet meer bekend. 

## Eindstand
| Plaats | Club                      | Wed. | W | G | V | Saldo | Ptn |
| ------ | ------------------------- | ---- | - | - | - | ----- | --- |
| 1.     | FC Normannia 06 Harburg   | 10   |   |   |   |       |     |
| 2.     | FC Borussia 04 Harburg II | 10   |   |   |   |       |     |
| 3.     | Lüneburger FK 01          | 10   |   |   |   |       |     |
| 4.     | FC Britannia Harburg      | 10   |   |   |   |       |     |
| 5.     | SV Eintracht 03 Lüneburg  | 10   |   |   |   |       |     |
| 6.     | Hertha 09 Harburg         | 10   |   |   |   |       |     |

|  | Kampioen |